# Hector Fleischmann
Hector Fleischmann es un  ensayista, novelista e historiador belga nacido en 1882 en Saint-Nicolas (Bélgica), y fallecido el 4 de febrero de 1913 en París (Francia).

## Biografía
Nacido en 1882 en Saint-Nicolas, en Bélgica, de padre francés y de madre belga, y de nacionalidad belga, hizo toda su carrera en París, publicando sus primeros poemas en 1898, léanse particularmente Cantilènes sentimentales y Six élégies d'un jeune homme mélancolique.
Historiador, novelista, principalmente en el período revolucionario publica en diferentes revistas diversos artículos que con frecuencia son objeto de "ediciones de bolsillo": Le Beffroi (a partir de septiembre de 1901), La Revue Contemporaine illustrée (1902), L'Hémicycle (1902). En noviembre de 1901 y con el poeta Léon Deubel, funda La Revue Verlainienne, publicación periódica de arte y de estética, de la que aparecen tres números.
Francmasón de la logia Victor Hugo en París, a partir de 1910 es director de la Revue des curiosités révolutionnaires. Y en 1904-1905, se desempeña como redactor en jefe del periódico L'Événement, así como ocupa la secretaría general del Théâtre de l'Œuvre.
Participa en la columna Victor Hugo en Waterloo así como en el Osario de Caillou en 1912.
Dio el nombre de Maximilien a su hijo, en homenaje a Maximilien de Robespierre.

## Obras
- Des glaives pour la gloire Poésies, Lille, Le Beffroi, 1902.
- Le Massacre d'une amazone : quelques plagiats de M. Jean Lorrain, Paris, Genonceaux, 1904, 28 p. (leer en línea), disponible sur Gallica.
- M. de Burghraeve, homme considérable; [suivi de] Le massacre d'une amazone, Liège & Paris, L'Édition artistique & E. Rey, 1904-1906 (leer en línea), disponible sur Gallica.
- Anecdotes secrètes de la Terreur : le remords de Mme Tallien, l'homme qui guillotine les statues, un charnier de la Terreur, la dernière nuit de Fouquier-Tinville, la légende du verre de sang, la tête de Mme de Lamballe, etc., etc., Paris, les Publications modernes, 1908, 190 p. (leer en línea), disponible sur Gallica.
- Les Pamphlets libertins contre Marie-Antoinette : d'après des documents nouveaux et les pamphlets tirés de l'Enfer de la Bibliothèque nationale, Paris, Les publications modernes, 1908, 319 p. (leer en línea), disponible sur Gallica.
- La Guillotine en 1793 : d'après des documents inédits des Archives nationales, Paris, Librairie des publications modernes, 1908, 316 p. (leer en línea), disponible sur Gallica.
- Les Filles publiques sous la Terreur : d'après les rapports de la police secrète, des documents nouveaux et des pièces inédites tirées des Archives nationales, Paris, Albert Méricant, 1908, 324 p., disponible sur Gallica.
- Une maîtresse de Napoléon : d'après des documents nouveaux et des lettres inédites, Paris, Albin Michel, 1908, XIII-410 p. (leer en línea), disponible sur Gallica.
- Robespierre et les femmes, Paris, Albin Michel, 1909 (leer en línea).
- Napoléon et l'amour : une aventure galante au Palais-Royal, les maîtresses du premier cónsul, les passades de l'empereur, les deux femmes de Napoléon, un bâtard impérial, Paris, les Publications modernes, 1909, 192 p. (leer en línea), disponible sur Gallica.
- Le roi de Rome et les femmes, Éditions Albert Méricant, Paris, 1910.
- Madame de Polignac et la cour galante de Marie-Antoinette : d'après les libelles obscènes, suivi de la réédition de plusieurs libelles rares et curieux et d'une bibliographie critique des pamphlets contre Mme de Polignac, Paris, Bibliothèque des curieux, 1910, 255 p. (leer en línea), disponible sur Gallica.
- Réquisitoires de Fouquier-Tinville : publiés d'après les originaux conservés aux Archives nationales et suivis des trois mémoires justificatifs de l'accusateur public, avec une introduction, des notes et des commentaires, par Hector Fleischmann, Paris, E. Fasquelle, XXX-336 (leer en línea), disponible sur Gallica.
- Lettres d'amour inédites de Talma à la princesse Pauline Bonaparte, Paris, E. Fasquelle, 1911, XXII-342 p. (leer en línea), disponible sur Gallica.
- Marie-Antoinette libertine, bibliographie critique et analytique des pamphlets politiques, galants et obscènes contre la Reine, précédée de la réimpression intégrale de quatre libelles rarissimes et d'une histoire des pamphlétaires du règne de Louis XVI, Paris, Bibliothèque des curieux, 1911, 361 p. (leer en línea), disponible sur Gallica.
- Lettres d'exil inédites : (Amérique, Angleterre, Italie) : (1825-1844), le roi Joseph Bonaparte; publiées avec une introduction, des notes et des commentaires par Hector Fleischmann d'après des documents originaux appartenant à M. le baron de Méneval, Paris, E. Fasquelle, 1912, VIII-317 p. (leer en línea), disponible sur Gallica.

- Victor Hugo, Waterloo, Napoléon, documents recueillis, publiés et annotés par Hector Fleischmann, Paris, Albert Méricant, 1912, XVI-271 p. (leer en línea), disponible sur Gallica.

- Napoléon, par Balzac, récits et épisodes du premier Empire tirés de la Comédie humaine, choisis, annotés et publiés par Hector Fleischmann, Librairie universelle, 1913.

- Batard d'Empereur, Bibliothèque des curieux, coll. « Les Secrets du Second Empire », 1913.

- Discours civiques de Danton, avec une introduction et des notes par Hector Fleischmann, Paris, E. Fasquelle, 1920, XXVII-271 p. (leer en línea), disponible sur Gallica.

- Napoléon III et les Femmes, Bibliothèque des curieux, coll. « Les Secrets du Second Empire », 1913.